# El anexo (El ala oeste)
 El Anexo  es el duodécimo capítulo de la segunda temporada de la serie dramática El ala oeste de la Casa Blanca.

## Argumento
Leo trata de convencer al presidente de la necesidad de aportar dinero a un plan de defensa antinuclear. El episodio comienza durante una prueba de intercepción de un misil nuclear simulado seguido desde la Sala de Situaciones de la Casa Blanca mientras son recibidos en el despacho oval los nuevos embajadores de Tailandia, Argentina y Suecia. Termina siendo un fracaso, fallando por más de 200 km, ante el escepticismo del presidente.
Mientras Lord John Marbury es designado embajador del Reino Unido en los Estados Unidos, algo que no hace mucha gracia a Leo, con quien ha tenido grandes diferencias. La visita del aristócrata británico hará que Donna aproveche para hablar con él sobre familiares solteros en disposición de buscar pareja. Lord John Marbury está en contra del Escudo Antimisiles que apoya el Jefe de Gabinete de la Casa Blanca.
Sam se enfada con Toby por un discurso dirigido a Ecologistas. El primero ha trabajado muy duro para hacer que llegue a la audiencia, y muestre su entusiasmo, pero el segundo añade un Anexo —de ahí el nombre del capítulo— sin previo aviso, en el que el presidente condena los atentados de un grupo ecologista contra la construcción de una estación de esquí.
C.J. Cregg trata de hablar con un cómico que apoyó a la candidatura del presidente para que no acepte una invitación a una cena en la que estará este. Al parecer, dos años atrás hizo un chiste durante la campaña en la que atacaba a los policías por su mal trato a los negros. Aunque hizo gracia, provocó una polémica. Con el inicio a la campaña a la reelección cercana, no es el mejor momento para que aparezca junto al presidente.

## Curiosidades
- Aaron Sorkin había usado previamente el Consejo de Defensa Global, un grupo ecologista ficticio al que Bartlet da un discurso en el episodio, en la película El Presidente y Miss Wade. En ella el GDC es el lugar donde trabaja Annette Bening.

- C.J. menciona al príncipe saudí Bandar bin Sultan como el embajador que más tiempo había estado sirviendo como diplomático en Washington. En 2001 cuando se emitió el episodio esto era cierto. El 26 de junio de 2005, el príncipe Bandar renunció a su puesto por motivos personales y regresó a su país.